# Sanka (sockenhuvudort i Kina, Heilongjiang Sheng, lat 51,15, long 126,90)
Sanka (kinesiska: 三卡, 三卡乡) är en sockenhuvudort i Kina. Den ligger i provinsen Heilongjiang, i den nordöstra delen av landet, omkring 600 kilometer norr om provinshuvudstaden Harbin. Antalet invånare är 5 611. Befolkningen består av 2 664 kvinnor och 2 947 män. Barn under 15 år utgör 13,0 %, vuxna 15-64 år 79 %, och äldre över 65 år 6,0 %.
Trakten runt Sanka är nära nog obefolkad, med mindre än två invånare per kvadratkilometer. Det finns inga andra samhällen i närheten. Omgivningarna runt Sanka är en mosaik av jordbruksmark och naturlig växtlighet.